# Человеческий капитал (фильм)
«Челове́ческий капита́л» (англ. Human Capital) — американо-итальянская криминальная драма 2019 года режиссёра Марка Мейерса, снятая по одноимённому роману 2004 года писателя Стивена Амидона, который ранее уже экранизировался («Цена человека», Италия, 2013). Премьера фильма состоялась 10 сентября 2019 года на Кинофестивале в Торонто.

## Сюжет
Жизни двух семей сталкиваются, когда их дети начинают встречаться, что приводит к трагическим последствиям.

## В ролях
- Лев Шрайбер — Дрю Хейгл
- Мариса Томей — Кэрри Мэннинг
- Питер Сарсгаард — Куинт Мэннинг
- Майя Хоук — Шэннон Хейгл
- Алекс Вулфф — Иэн Уорфилд
- Бетти Гэбриел — Ронни Хейгл
- Пол Спаркс — Джон
- Аасиф Мандви — Годип
- Фредрик Лене — Флауэрс
- Кристиана Сидел — жена Годипа
- Джеймс Уотерстон — Энди
- Дэрил Эдвардс — детектив Дрю
- Фред Хехингер — Джейми Мэннинг